# Tokarivka, Jmerînka
Tokarivka (în ucraineană Токарівка) este un sat în comuna Cerneatîn din raionul Jmerînka, regiunea Vinnița, Ucraina.

## Demografie
Componența lingvistică a localității Tokarivka
     Ucraineană (99,45%)
     Alte limbi (0,55%)
Conform recensământului din 2001, majoritatea populației localității Tokarivka era vorbitoare de ucraineană (99,45%), existând în minoritate și vorbitori de alte limbi.